# Calamorhabdium
Calamorhabdium este un gen de șerpi din familia Colubridae.

Cladograma conform Catalogue of Life:
| Calamorhabdium | \| \| Calamorhabdium acuticeps \| \| \| \| \| \| Calamorhabdium kuekenthali \| \| \| \| |
|                | \| \| Calamorhabdium acuticeps \| \| \| \| \| \| Calamorhabdium kuekenthali \| \| \| \| |
|                | Calamorhabdium acuticeps                                                                |
|                |                                                                                         |
|                | Calamorhabdium kuekenthali                                                              |
|                |                                                                                         |